# Найджел Бонд
На́йджел Бо́нд (англ. Nigel Bond; нар. 15 листопада 1965 року) — англійський професіональний гравець у снукер, професійний тренер зі снукеру вищої категорії.
Найджел Бон є фіналістом чемпіонату світу 1995 року і переможцем British Open 1996.  У наш час (червень 2021 року) Бонд є одним з найбільш вікових представників топ-48. Бонд входить до списку офіційних тренерів WPBSA  .

## Кар'єра
Найджел потрапив до Мейн-туру у 1989 році після відмінної аматорської кар'єри. У першому професійному сезоні Бонд досяг одного чвертьфіналу і півфіналу, а вже в другому вийшов у фінал Гран-прі й лише там поступився Стівену Хендрі, 5:10.
Найджел продовжував покращувати свою гру й у сезоні 1992/93 чотири рази досягав півфіналів, а також вперше зіграв на чемпіонаті світу. Після цього він потрапив до топ-16, де посів 9 позицію. Він утримав це місце й у наступному сезоні, завдяки низці чвертьфіналів, серед яких був і чемпіонат світу. Найджел Бонд за короткий час став одним з провідних снукеристів. Він знову з'явився в 1/4 фіналу в Крусіблі у 1994 році. У своєму першому матчі там Бонд продемонстрував один з найкращих камбеків, коли-небудь зроблених на цій арені. Він програвав — 2:9 — Кліффу Торбурну, але виграв вісім партій поспіль і переміг, 10:9. Найджелу вдалося досягти ще двох півфіналів, на Scottish Masters та Pontins Professional. Але його рейтинг за підсумками двох років знизився на два рядки.
Подібна ситуація була й у сезоні 1994/95: до того, як прибути на світову першість, він вийшов у чвертьфінал двох турнірів, але й програв досить багато стартових матчів. У Шеффілді англієць показав зовсім інший снукер і став фіналістом, де поступився практично непереможному Хендрі з рахунком 9:18.
А навесні 1996-го до нього прийшов його перший і поки єдиний рейтинговий титул — British Open. У фіналі з Джоном Гіггінсом Бонд взяв вирішальний фрейм після того, як йому потрібен був снукер. Бонд знову добре виступив у Шеффілді, вийшовши у чвертьфінал, і досяг найвищого для себе 5-го місця у рейтингу.
У жовтні 1996 року Найджел став переможцем турніру за запрошенням, Rothman's Malta Grand Prix, а трохи пізніше вийшов у півфінал на German Open. Він також потрапив до 1/2 фіналу на престижному, але нерейтинговий Мастерс, а потім посів друге місце на Thailand Open. Але через програш у першому раунді чемпіонату світу англієць відкотився до 8-го місця.
Бонд добре почав наступний сезон, отримавши 60 тисяч фунтів за перше місце на Scottish Masters, але перемоги на рейтингових турнірах давалися йому важко, і він лише одного разу вийшов до чвертьфіналу. А в сезоні 1998/99 він не зумів пройти далі 1/8 фіналу на жодному з рейтингових турнірів, хоча знову став півфіналістом Мастерс. За підсумками того сезону Бонд покинув межі Top-16 і зайняв 21-е місце.
Лише в сезоні 2001/02 Найджел зміг показати більш-менш пристойний результат, коли вийшов до півфіналу на Scottish Open, але невдачі на інших змаганнях опустили його до тридцятого місця в світовому табелі про ранги.
Потім у грі англійця був застій, й тільки у 2006 році він знову змусив звернути на себе увагу після найпринциповішого матчу зі Стівеном Хендрі в 1/16 чемпіонату світу. Справа в тому, що з 1993 по 1996 роки Найджел доходив як мінімум до чвертьфіналу на чемпіонаті та потім кожен раз програвав шотландцеві, що і додало гостроти їх матчу. Але цього разу, попри напружену ситуацію в контровому фреймі, Бонд вирвав перемогу у семиразового переможця першості — 10:9.
Після того матчу Найджел зумів трохи відновити свою ігрову форму і, як результат, досяг стадії 1/4 на China Open 2008. Також він потрапив до 16 найсильніших на чемпіонаті Британії 2007 і успішно кваліфікувався на першість світу того ж року. За підсумками сезону 2007/08 Бонд посів 23-у позицію в рейтингу, що непогано для його віку.
У січні 2011 Бонд виграв однофремовий турнір Sky Shoot Out, перемігши у фіналі Роберта Мілкінса.
У 2012 році Найджел Бонд став чемпіоном світу зі снукеру для сеньйорів, перемігши в фіналі Тоні Чеппела 2-0.
У 2016 році дійшов до півфіналу турніру Indian Open, перемігши Рікі Волдена, Сема Бейрда, Джона Ешлі та Пітера Ебдона, але в півфіналі поступився Кайрену Вілсону.

## Особисте життя
Найджел Бонд одружений, дружину звати Карен. У пари є один син на ім'я Метью.
Цікавиться футболом, вболіває за ФК Манчестер Сіті.

## Досягнення в кар'єрі
- Чемпіонат світу фіналіст — 1995
- British Open чемпіон — 1996
- Scottish Masters чемпіон — 1997
- Malta Grand Prix чемпіон — 1996
- Мастерс півфінал — 1997
- Гран-прі фіналіст — 1990
- Thailand Classic фіналіст — 1995
- Thailand Open фіналіст — 1997
- Sky Shoot Out чемпіон — 2011
- Чемпіонат світу серед сеньйорів чемпіон — 2012